# Скарятин, Сергей Иосифович
Сергей Иосифович Скарятин (ум. не позднее 1869) — русский морской офицер, капитан 1-го ранга, герой сражения брига «Меркурий» с турецким флотом в ходе Русско-турецкой войны (1828—1829).

## Биография
В 1813 году поступил в Морской кадетский корпус. В 1819 году мичманом на корабле «Северная Звезда» крейсировал в Финском заливе.
В 1820 году переведён в Черноморский флот, где и плавал ежегодно на разных судах, а с 1827 по конец 1829 года — на бриге «Меркурий». В 1828 году крейсировал у Абхазских берегов, и плавал с флотом при осадах Анапы и Варны, блокируя эти крепости с моря; затем находился у Босфора и от Одессы до Варны конвоировал фрегат «Флора», на котором шёл император Николай Павлович.
В 1829 году, крейсируя у Босфора, 14 мая 18-пушечный бриг «Меркурий», под командой капитан-лейтенанта А. И. Казарского был настигнут двумя турецкими кораблями «Селимие» и «Реал-бей», 110-пушечным и 74-пушечным, и после четырёхчасового боя бриг заставил турок отступить к эскадре, состоявшей из 6 кораблей, 2 фрегатов, 2 корветов, 1 брига и 3 тендеров, в виду которых и было все сражение. Во время боя Скарятин, в ожидании абордажной атаки турок, находился в пороховом погребе, имея в виду взорвать его в самый критический момент.

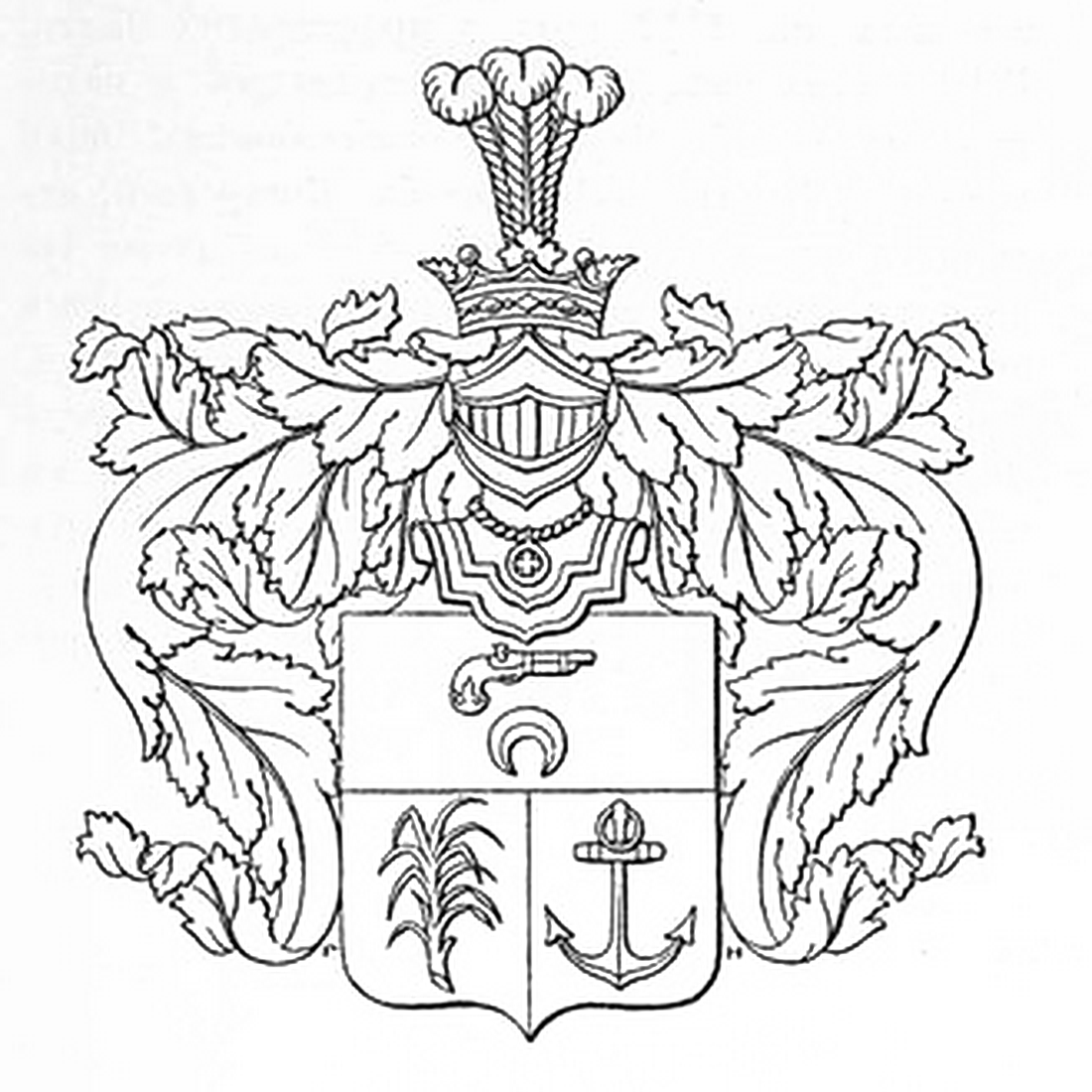
Герб Сергея Скарятина.
Рисунок Г. Нарбута

За отличие в этом бою Скарятин награждён чином капитан-лейтенанта и орденом св. Владимира 4-й степени с бантом и пожизненным пенсионом двойного жалования по чину лейтенанта, со внесением в герб его пистолета, как орудия, избранного для взорвания на воздух брига.
Плавая на фрегате «Поспешный» под командой капитан-лейтенанта Колтовского, участвовал при взятии городов: 21 июля Василико, 24 июня Агатополя и 7 августа крепости Инеада; затем сам командовал корветом «Ольга» и занимал пост у Месемврии.
По окончании военных действий против турок Скарятин ежегодно плавал в Чёрном море и командовал разными судами.
В 1837—1838 годах, командуя бригом «Телемак», находился в Константинополе в распоряжении миссии и плавал в Архипелаге. В 1839 году командовал бригом «Браилов» в Чёрном море, 5 декабря 1841 года за проведение 18 полугодовых морских кампаний был награждён орденом Святого Георгия 4-й степени (№ 6561 по кавалерскому списку Григоровича — Степанова).
18 марта 1842 года уволен от воинской службы с чином капитана 1-го ранга.
Дальнейшая судьба не выяснена, известно только, что уже в 1869 году его не было в живых.